# Marlène Jobert

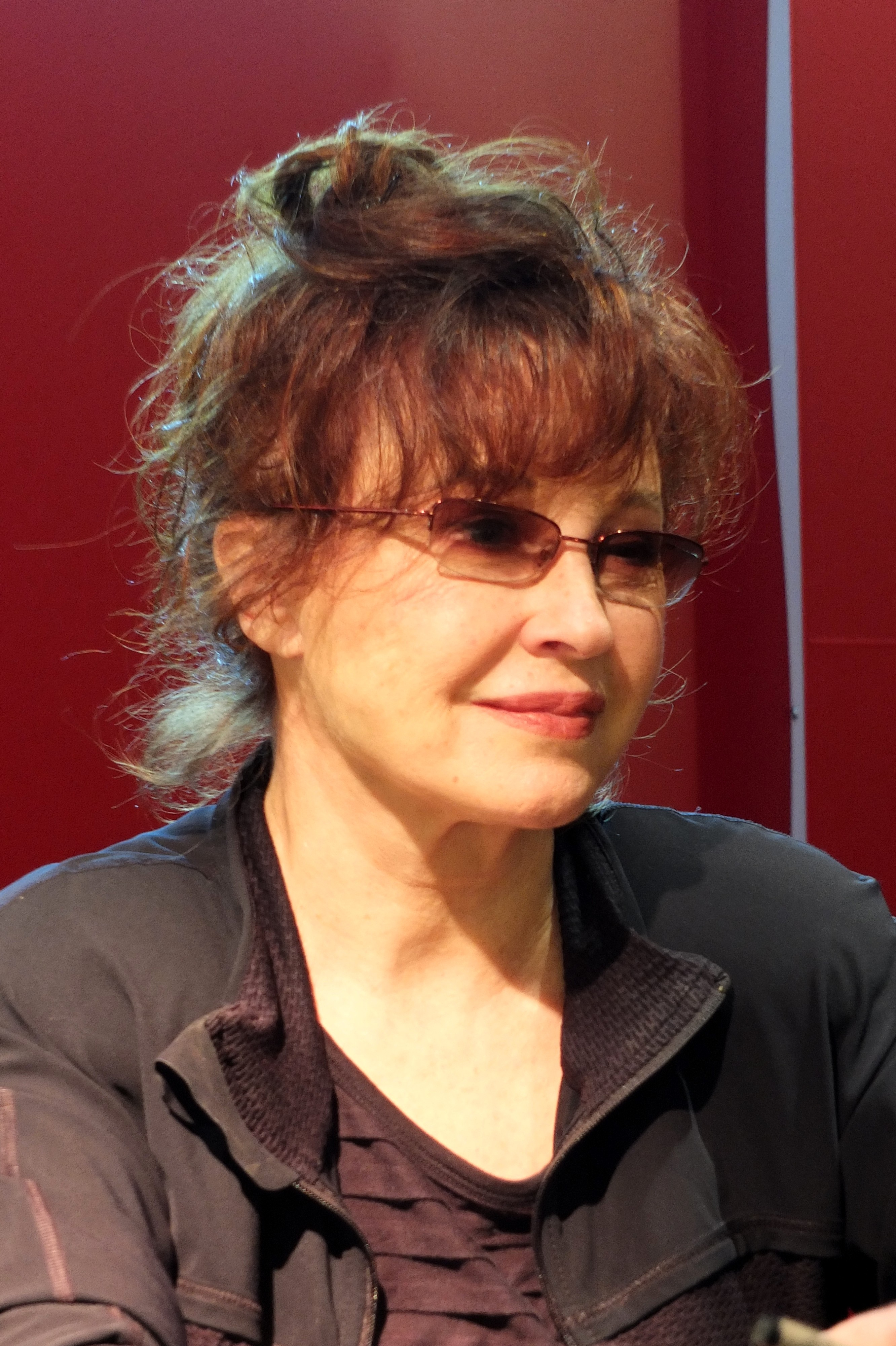
Marlène Jobert 2012

Marlène Jobert (* 4. November 1940 in Algier, Französisch-Algerien) ist eine französische Schauspielerin und Schriftstellerin.

## Biografie
Jobert studierte an den Kunsthochschulen von Dijon (Conservatoire d’art dramatique de Dijon) und Paris (Conservatoire national supérieur d’art dramatique) und verdiente sich ihren Lebensunterhalt als Fotomodell und als Statistin bei Filmproduktionen. Nach Engagements auf der Theaterbühne und beim Fernsehen wurde sie in den 1960er Jahren für das Kino entdeckt. Sie debütierte in Jean-Luc Godards Masculin – Feminin oder: Die Kinder von Marx und Coca-Cola (1966) gleich in einer tragenden Rolle. 1967 spielte sie an der Seite von Jean-Paul Belmondo und Geneviève Bujold in Louis Malles Der Dieb von Paris. Zwei ihrer bekanntesten Kinoerfolge hatte sie 1970, als Polizistin in Der Kommissar und sein Lockvogel (mit Lino Ventura; Regie: José Giovanni) und als verängstigte Mörderin in René Cléments Psychothriller Der aus dem Regen kam (mit Charles Bronson).
Jobert arbeitete unter anderem mit den Filmregisseuren Philippe de Broca, Claude Chabrol, Robert Enrico und Claude Lelouch. In den 1970er Jahren beteiligte sie sich mit ihrer eigenen Firma MJ bei einigen Filmen auch an der Produktion, so etwa 1974 bei den Komödien Juliette und Juliette (mit Annie Girardot) und Ganz so schlimm ist er auch nicht (mit Gérard Depardieu). Die rothaarige Schauspielerin spielte überwiegend Rollen, in denen ihr couragiertes Handeln, ihre naiv erscheinenden Wunschvorstellungen sowie die Virilität ihrer männlichen Partner mit ihrem zerbrechlich wirkenden Äußeren und ihren Ängsten kontrastierten.
Parallel zu ihrer Kinokarriere feierte sie auch immer wieder im Fernsehen Erfolge. So wurde sie zu einer der populärsten französischen Schauspielerinnen, obwohl sie ab den 1980er Jahren nur noch sporadisch vor die Kamera trat. Ihre letzte größere Rolle hatte sie Mitte der 1990er Jahre in der Fernsehserie Avocat d'office. 2002 lehnte sie eine Mitwirkung in dem Film 8 Frauen ab; die Rolle wurde dann von Isabelle Huppert gespielt. 2007 wurde Jobert bei der Verleihung des französischen Filmpreises César mit dem Ehrenpreis gewürdigt.
Sie hat sich von der Schauspielerei zurückgezogen, um sich ganz auf das Schreiben von Kinderbüchern zu konzentrieren. In den letzten Jahren trat sie auch als Sprecherin von Hörbüchern für Kinder und als Autorin von Büchern über Musik in Erscheinung.
Marlène Jobert ist die Mutter der Schauspielerin Eva Green (* 1980) und deren Zwillingsschwester Johanne.

## Filmografie (Auswahl)
- 1966: Masculin – Feminin oder: Die Kinder von Marx und Coca-Cola (Masculin féminin)
- 1966: General Fiaskone (Martin soldat)
- 1968: Alexander, der Lebenskünstler (Alexandre le bienheureux)
- 1967: Der Dieb von Paris (Le Voleur)
- 1968: Ich laß mich nicht für dumm verkaufen (Faut pas prendre les enfants du bon Dieu pour des canards sauvages)
- 1968: Astragal (L’Astragale)
- 1970: Der aus dem Regen kam (Le Passager de la pluie)
- 1970: Der Kommissar und sein Lockvogel (Dernier domicile connu)
- 1971: Musketier mit Hieb und Stich (Les Mariés de l’an deux)
- 1971: Drei auf der Flucht (La Poudre d’escampette)
- 1971: Der zehnte Tag (La Décade prodigieuse)
- 1972: Wir werden nicht zusammen alt (Nous ne vieillirons pas ensemble)
- 1974: Der Blonde mit dem blauen Auge (Juliette et Juliette)
- 1974: Das Netz der tausend Augen (Le Secret)
- 1975: Ganz so schlimm ist er auch nicht (Pas si méchant que ça)
- 1975: Zum Freiwild erklärt (Folle à tuer)
- 1976: Der Gute und die Bösen (Le Bon et les méchants)
- 1977: Zähme mich – liebe mich (Julie pot de colle)
- 1977: Der Ankläger (L’Imprécateur)
- 1978: Besuch Mama, Papa muß arbeiten (Va voir maman, papa travaille)
- 1979: Das gefährliche Spielzeug (Il giocattolo)
- 1979: Grandison
- 1979: Der Polizeikrieg (La guerre des polices)
- 1981: Eine schmutzige Affäre (Une sale affaire)
- 1981: Liebe ohne Grenzen (L’Amour nu)
- 1983: Flucht in den Abgrund (Effraction)
- 1984: Souvenirs, Souvenirs
- 1985: Entführt (A viso coperto) (Fernsehfilm)
- 1989: Vater werden ist doch schwer (Les Cigognes n’en font qu’à leur tête)